# Momordica mossambica
Momordica mossambica är en gurkväxtart som beskrevs av H.Schaef. Momordica mossambica ingår i släktet Momordica och familjen gurkväxter. Inga underarter finns listade i Catalogue of Life.